# Wally Walrus
Wally Walrus, conocido también como Pablo Morsa en español, es un personaje ficticio de dibujos animados que apareció  en varias películas producidas por Walter Lantz Productions en las décadas de 1940, 50 y 60.

## Historia
Wally es una morsa antropomórfica. En la mayoría de sus apariciones, habla con un acento sueco pronunciado y es bastante lento y propenso a enojarse cuando se le provoca. A menudo tararea, en la serie My Bonnie Lies Over the Ocean se le representa con mayor frecuencia como un adversario del Pájaro Loco, compartiendo la misma dinámica con Buzz Buzzard.
Wally fue expresado en su apariencia original y otras posteriores por Jack Mather, quien expresó The Cisco Kid en la radio. El acreedor de acciones de Lantz, William Wright, le dio una voz gruñona y no sueca en The Reckless Driver. Wally también apareció con Chilly Willy en Clash and Carry y Tricky Trout, donde Paul Frees le dio la voz .
La apariencia del personaje cambió un poco a lo largo de los años, con una tez que variaba de oscuro a claro de tono de piel y colmillos de varios tamaños. Un error de animación frecuente en The New Woody Woodpecker Show fue dibujar la boca de Wally separada de sus colmillos para que pareciera que sobresalían de sus fosas nasales.
Al igual que Woody, este personaje apareció en un cameo durante la escena final de ¿Quién engañó a Roger Rabbit? y apareció en varios medios impresos y mercadería.
Wally era un personaje habitual en El nuevo show del Pájaro Loco, con la voz de Billy West. Por otro lado también apareció en la serie Woody Woodpecker de 2018 y también tiene una novia llamada Wendy Walrus.

## Apariciones
- The Beach Nut (1944)
- Ski for Two  (1944)
- Chew-Chew Baby (1945)
- The Dippy Diplomat (1945)
- Bathing Buddies (1946)
- The Reckless Driver (1946)
- Smoked Hams (1947)
- The Overture to William Tell (1947)
- Well Oiled (1947)
- The Mad Hatter (1948)
- Banquet Busters (1948)
- Kiddie Koncert (1948)
- Wacky-Bye Baby (1948)
- Dog Tax Dodgers (1948)
- Sleep Happy (1951)
- Slingshot 6 7/8 (1951)
- The Woody Woodpecker Polka (1951)
- Stage Hoax (1952)
- What's Sweepin' (1953)
- Buccaneer Woodpecker (1953)
- Operation Sawdust (1953)
- Clash and Carry (1961)
- Tricky Trout (1961)
- Woody Woodpecker (2018–Presente)